# Hotei Arcus
Hotei Arcus est une zone d'albédo élevé semi-circulaire de Titan, satellite naturel de Saturne.

## Caractéristiques
Hotei Arcus est centrée sur 28° de latitude sud et 79° de longitude ouest, et mesure 600 km dans sa plus grande longueur.

## Observation
Hotei Arcus a été découverte par les images transmises par la sonde Cassini.
Elle a reçu le nom de Hotei, divinité du bonheur dans le bouddhisme japonais.